# Dimensions (base de dades bibliogràfica)
Dimensions és una plataforma d'informació científica impulsada per Digital Science. Facilita la cerca de gran quantitat d'articles, capítols de llibre, monografies i edicions preliminars, totes ells contextualitzades en beques o ajuts de recerca, patents, assaigs clínics, documents de política científica i mencions a través d'Altmetric.
Dimensions té l'objectiu de fer més accessible la recerca científica a través d'una enorme quantitat de dades interconnectades. Ofereix una versió en prova de perfils d'investigadors i d'institucions internacionals. Presenta més de 4.000 milions de connexions entre 128 milions de documents referenciats. Tots aquests documents són classificats de forma individual mitjançant tècniques d'intel·ligència artificial.
Les publicacions indexades contenen gran quantitat de citacions bibliogràfiques que, un cop processades, permeten generar indicadors bibliomètrics. Per tant, Dimensions també pot ser considerat com un índex de citacions. D'altra banda, la indexació del text complet de més de 50 milions de publicacions permet que Dimensions sigui una eina potent de descoberta de literatura científica. Aquesta funcionalitat s'ha desenvolupat a través de fonts públiques (ArXiv, PubMed Central, etc.) i d'acords amb editorials comercials.
La major part de serveis són gratuïts, però cal registrar-se mitjançant un compte acadèmic per accedir a funcionalitats avançades.
Va començar a operar el 15 de gener de 2018. Està cridada a ser la competència de les bases de dades Web of Science de Clarivate, de Scopus d'Elsevier i de Google Scholar.